# 25183 Grantfisher
25183 Grantfisher è un asteroide della fascia principale. Scoperto nel 1998, presenta un'orbita caratterizzata da un semiasse maggiore pari a 2,9466178 UA e da un'eccentricità di 0,1018382, inclinata di 1,01120° rispetto all'eclittica.